# Horšice
Horšice település Csehországban, a Dél-plzeňi járásban. Horšice Příchovice, Dolce, Týniště, Skašov, Radkovice, Letiny és Vlčí településekkel határos. Lakosainak száma 431 fő (2024. január 1.).

## Népesség
A település lakosságának változását az alábbi diagram mutatja:
| Lakosok száma | 826  | 747  | 726  | 566  | 379  | 389  | 419  | 433  | 421  | 431  |
|               | 1869 | 1890 | 1921 | 1950 | 1980 | 2001 | 2017 | 2019 | 2022 | 2024 |

## Galéria

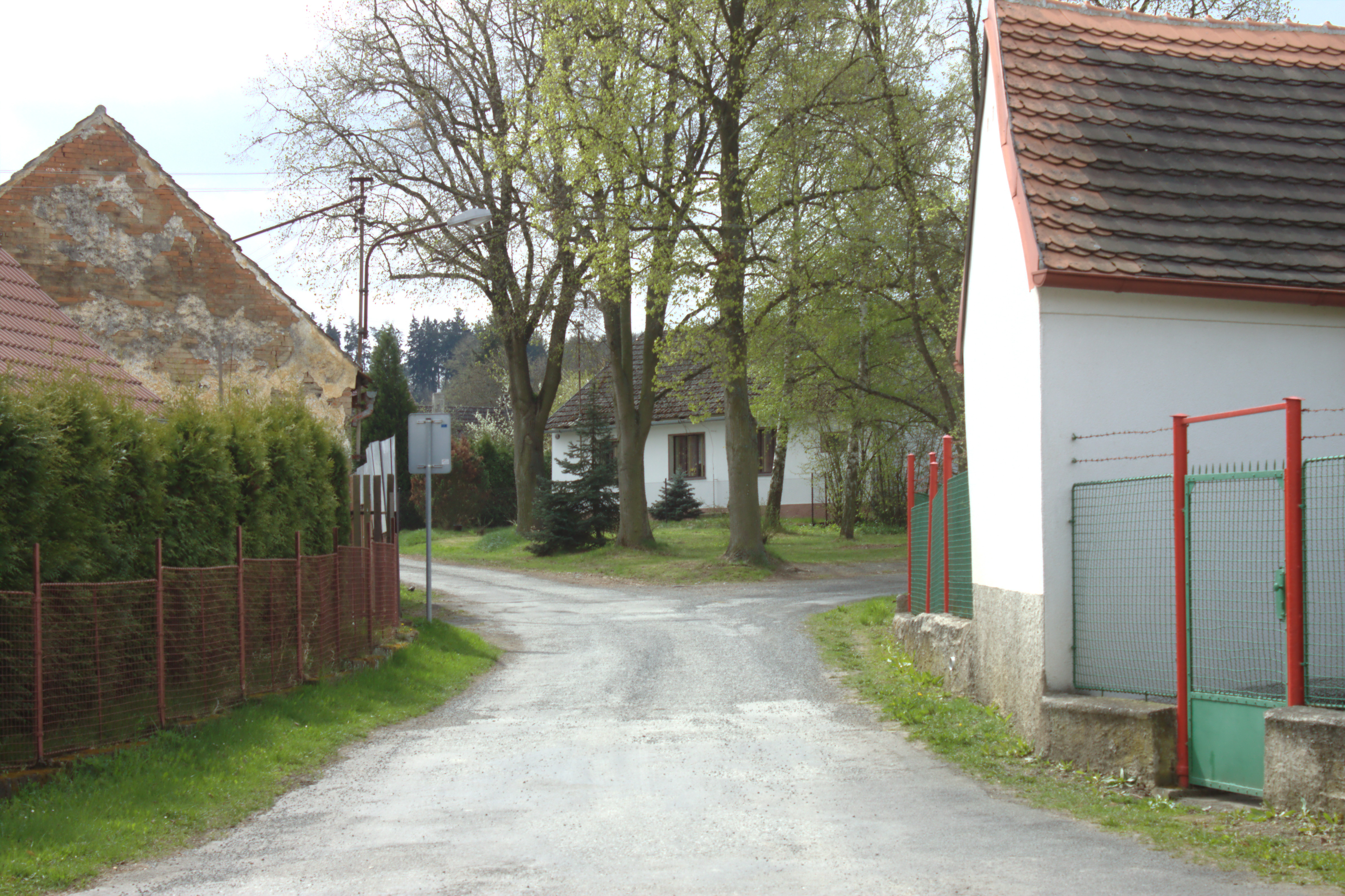
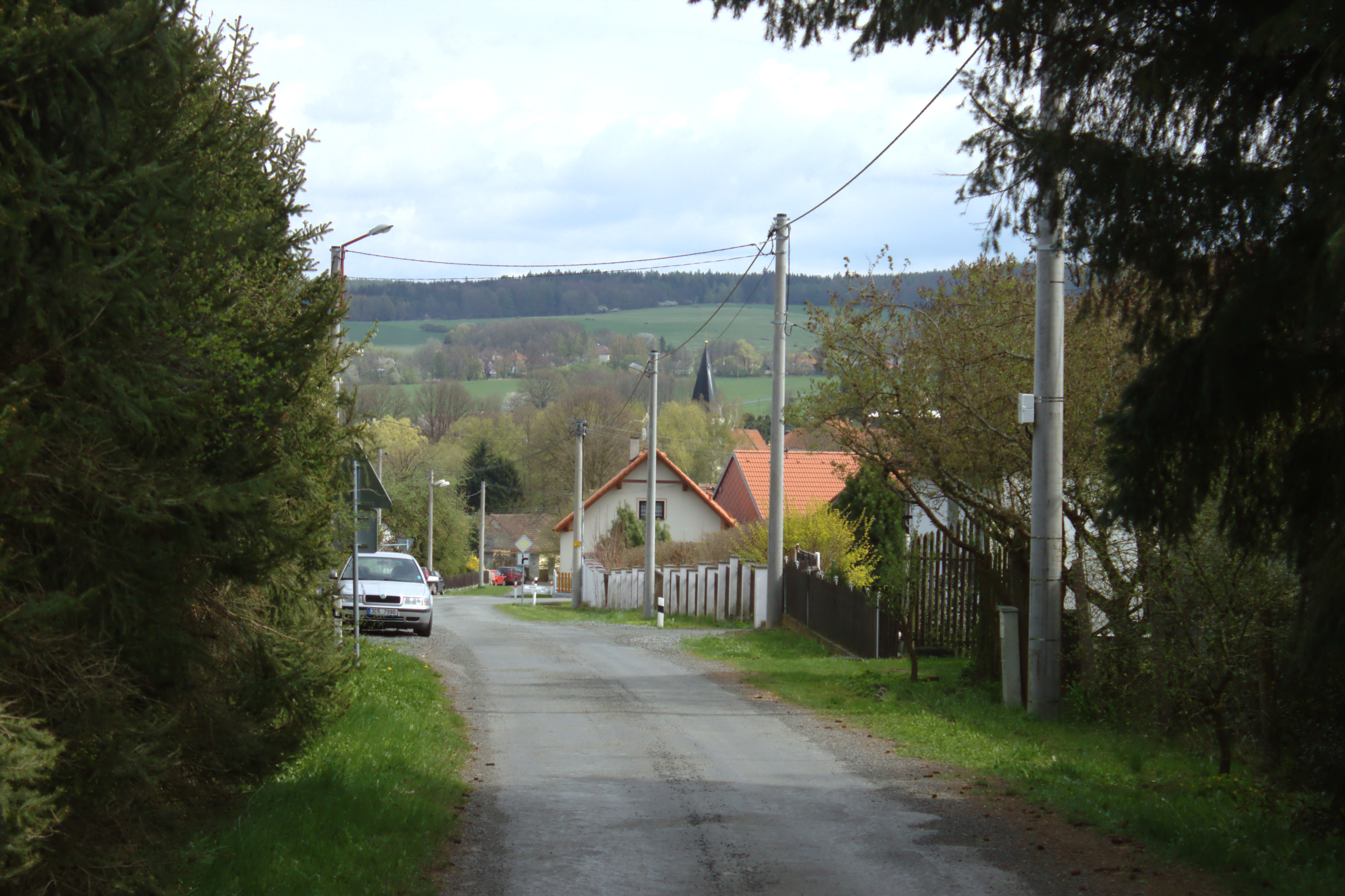
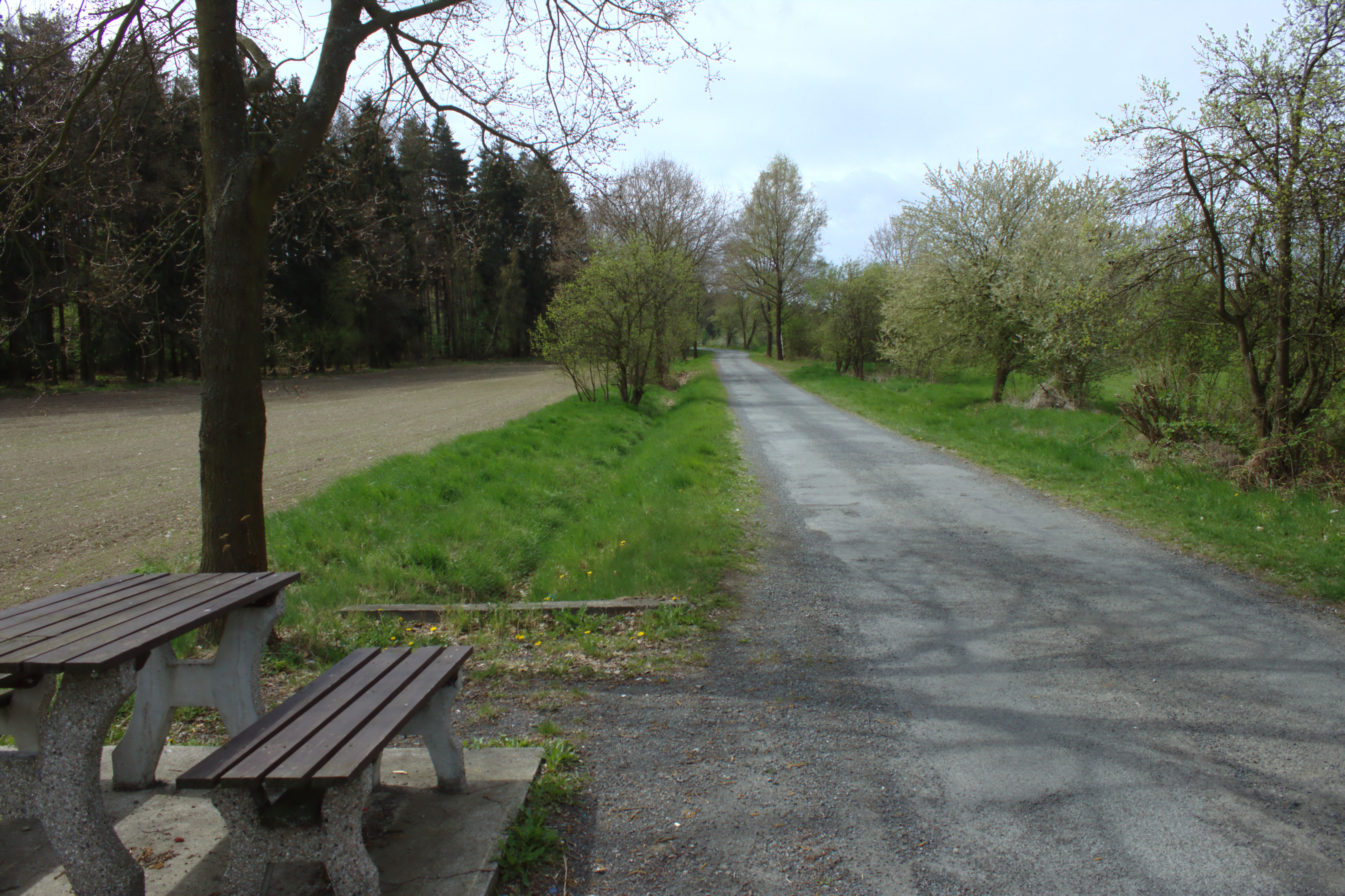